# Exile (canción)
«Exile» (estilizado en minúsculas) —en español: «exilio»—es una canción de la cantautora estadounidense Taylor Swift en colaboración con la banda estadounidense Bon Iver, del octavo álbum de estudio de Swift, Folklore (2020). La canción fue escrita por Swift, William Bowery y Justin Vernon, y producida por Aaron Dessner. Se estrenó el 3 de agosto de 2020 a través de Republic Records como el segundo sencillo del álbum. Recibió la aclamación de los críticos tras su lanzamiento, con elogios hacia la química vocal del dúo.

## Composición
«Exile» trata sobre dejar pasar una relación rota. Justin Vernon ofrece una interpretación vocal «gruñona» mientras «lamenta un amor traicionado». Mientras, Swift retrata al amante sobre voces «melosas pero crujientes». La instrumentación de la canción contiene cuerdas giratorias y un piano pesado. La canción comienza con un piano pesado, avanzando hacia un clímax de coros, armonías y sintetizadores «gloriosos». Se han hecho comparaciones con «The Last Time» y «Safe & Sound» de Swift y The Civil Wars de «The Hunger Games: Songs from District 12 and Beyond».

## Recepción
La canción recibió la aclamación universal de los críticos. Billy Nilles de E! Online describió a «Exile» como un «sueño devastador» y escribió que la relación que lo inspiró debe haber dolido porque «golpea como un puñetazo». Christopher Roberts de Under the Radar lo incluyó en su lista de las nueve mejores canciones de la semana de lanzamiento de «Folklore»; señaló que «las voces de Swift y Vernon encajan bien» y este último sonaba como Peter Gabriel. Escribiendo para Consequence of Sound, Matt Melis nombró a «Exile» la Canción de la Semana tras el lanzamiento de «Folklore», y calificó la pareja del dúo como un «milagro menor en 2020». Justin Curto de Vulture declaró que «[Swift] tomó los últimos cuatro meses de la pandemia para pensar fuera de sí misma e hizo su álbum más contemplativo hasta el momento, con "Exile" como resultado principal».

## Rendimiento comercial
En los Estados Unidos, «Exile» debutó en el número seis en el Billboard Hot 100, dándole a Swift su vigésimo octavo hit entre los diez primeros y el primero de Bon Iver. La canción es uno de las dieciocho canciones de Swift en aquella lista.

## Créditos y personal
Créditos adaptados de Tidal.
- Taylor Swift - voz, compositora
- Justin Vernon - Voces destacadas, compositor, ingeniero vocal
- William Bowery - compositor
- Aaron Dessner - productor, ingeniero de grabación, programador de batería, guitarra eléctrica, piano, percusión, sintetizador
- Rob Moose - violín, viola
- Laura Sisk - ingeniera vocal
- Jonathan Low - ingeniero de grabación, mezclador
- Randy Merrill - ingeniero de masterización

## Premios y nominaciones
| Año  | Evento         | Premio                                   | Resultado | Ref.   |
| ---- | -------------- | ---------------------------------------- | --------- | ------ |
| 2021 | Premios Grammy | Mejor interpretación de Pop de Dúo/Grupo | Nominado  | [ 14 ] |

## Posicionamiento en listas
| Listas (2020)                                    | Mejor posición |
| ------------------------------------------------ | -------------- |
| Australia (ARIA)                                 | 3              |
| Austria (Ö3 Austria)                             | 56             |
| Bélgica (Ultratop 50 Singles Flandes)            | 37             |
| Brasil (Top Brasil Streaming)                    | 68             |
| Canadá (Billboard Canadian Hot 100)              | 6              |
| Dinamarca (Hitlisten)                            | 32             |
| Escocia (Official Charts Company)                | 17             |
| Estados Unidos (Billboard Hot 100)               | 6              |
| Estados Unidos Hot Alternative Songs (Billboard) | 2              |
| Estados Unidos (Rolling Stone Top 100)           | 3              |
| España (PROMUSICAE)                              | 83             |
| Irlanda (IRMA)                                   | 3              |
| Malasia (RIM)                                    | 3              |
| (Billboard Global 200)                           | 113            |
| (Billboard Global 200 Excl. US)                  | 194            |
| Nueva Zelanda (RMNZ)                             | 5              |
| Países Bajos (MegaCharts)                        | 84             |
| Portugal (AFP)                                   | 40             |
| Reino Unido (Official Charts Company)            | 8              |
| República Checa (ČNS IFPI)                       | 68             |
| Singapur (RIAS)                                  | 3              |
| Suecia (Sverigetopplistan)                       | 38             |
| Suiza (Schweizer Hitparade)                      | 48             |

## Certificaciones
| País           | Organismo certificador | Certificación | Ventas certificadas | Ref.   |
| -------------- | ---------------------- | ------------- | ------------------- | ------ |
| Canadá         | Music Canada           | Platino       | 80.000              | [ 38 ] |
| Estados Unidos | RIAA                   | Oro           | 500.000             | [ 39 ] |

## Historial de lanzamiento
| Región         | Fecha               | Formato                       | Discográfica     | Ref.   |
| -------------- | ------------------- | ----------------------------- | ---------------- | ------ |
| Varios         | 24 de julio de 2020 | Descarga digital, streaming   | Republic Records | [ 13 ] |
| Estados Unidos | 3 de agosto de 2020 | Adult album alternative radio | Republic Records | [ 40 ] |